# Cryptoprymna australiensis
Cryptoprymna australiensis är en stekelart som först beskrevs av Girault 1913.  Cryptoprymna australiensis ingår i släktet Cryptoprymna och familjen puppglanssteklar. Inga underarter finns listade i Catalogue of Life.